# بخش مرکزی شهرستان تالش
بخش مرکزی شهرستان تالش یکی از بخش‌های شهرستان تالش در استان گیلان در شمال ایران است.

## تقسیمات کشوری
- بخش مرکزی شهرستان تالش
  - دهستان ساحلی جوکندان
  - دهستان طولارود
  - دهستان کوهستانی تالش

شهر: هشتپر

## جمعیت
بنابر سرشماری مرکز آمار ایران، جمعیت بخش مرکزی شهرستان تالش در سال ۱۳۸۵ برابر با ۸۵۶۹۰ نفر بوده‌است.